# 도요노촌 (오카야마현)
도요노촌(豊野村)은 오카야마현 조보군에 설치되었던 촌이다. 현재의 가가군 기비추오정의 일부에 해당한다.